# Менг, Франс Альфред
Франс Альфред Менг (нидерл. Frans Alfred Meeng; 18 января 1910, Палембанг, Голландская Ост-Индия — 18 сентября 1944) — индонезийский футболист, полузащитник.

## Биография
В 1938 году играл за индонезийский клуб «СВБ Батавия».
Выступал за сборную Голландской Ост-Индии. В 1938 году главный тренер сборной Йоханнес Христоффел ван Мастенбрук вызвал Менга на чемпионат мира, который проходил во Франции и стал первым мундиалем для Голландской Ост-Индии и Индонезии в истории. На турнире команда сыграла одну игру в рамках 1/8 финала, в котором она уступила будущему финалисту турнира Венгрии (6:0). Менг принял участие в этом матче.
Во время Второй мировой войны служил санитаром на Королевском флоте Нидерландов. Погиб на японском судне «Дзюнъё-мару», перевозившем пленных и отправляемых на принудительные работы и торпедированном британской подводной лодкой.